# 音楽の花束 (フレスコバルディ)

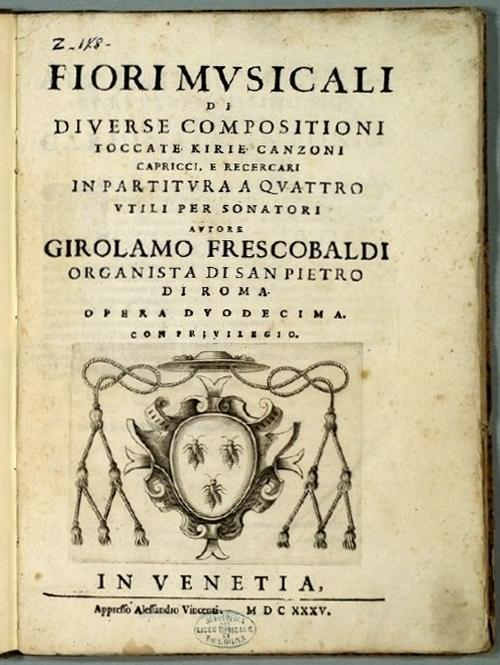
初版の題扉

フィオーリ・ムジカーリ（イタリア語: Fiori musicali）はジローラモ・フレスコバルディの典礼用オルガン曲集である（1635年初版）。日本語では『音楽の花束（おんがくのはなたば）』と訳されているが、直訳すると「音楽の花々」である。3曲のオルガン・ミサ曲と2曲の世俗的な奇想曲が含まれている。一般的にフレスコバルディの最も偉大な作品と認められており、少なくとも後代2世紀にわたって影響を及ぼした。中でもヨハン・ゼバスティアン・バッハは崇拝者の一人であり、ヨハン・ヨーゼフ・フックスは、影響力のきわめて高い理論書である名著『グラドゥス・アド・パルナッスム』（1725年）の中で取り上げており、これは19世紀になっても教材として活用された。

## 創作の背景など

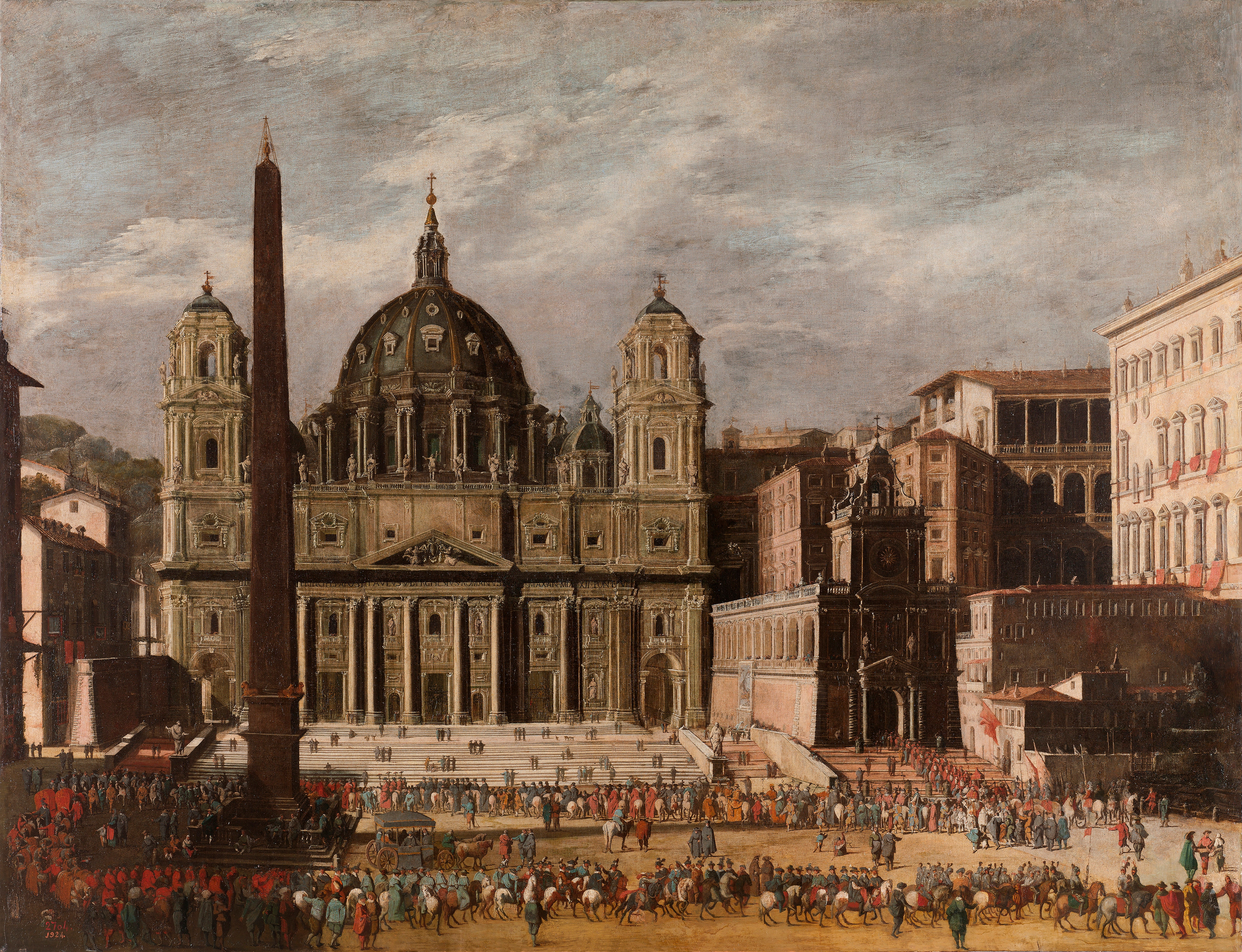
サン・ピエトロ大聖堂を描いたヴィヴィアーノ・コダッツィによる1630年の絵画。《フィオーリ・ムジカーリ》を出版した時期のフレスコバルディが奉職していた

《フィオーリ・ムジカーリ》が最初にヴェネツィアで1635年に出版された時、フレスコバルディはローマ教皇ウルバヌス8世とその甥フランチェスコ・バルベリーニ枢機卿の庇護の下、ローマのサン・ピエトロ大聖堂のオルガニストとして活動中だった。《フィオーリ・ムジカーリ》はサン・マルコ寺院のためか、または単に重要な教会のための音楽として構想されたのかもしれない。本曲集はジローラモ・ヴィンチェンティ（著名な出版者でフレスコバルディの《カプリッチョ集》をすでに復刻したことがあった）によって出版され、枢機卿でフランチェスコ・バルベリーニの弟アントニオに献呈された。本作の完全な題名は、「様々な楽曲、トッカータ・キリエ・カンツォン・カプリッチョ・レチェルカーレ、を総譜化した曲集の音楽の花々Fiori musicali di diverse compositioni, toccate, kyrie, canzoni, capricci, e recercari, in partitura」である。題名に「花」と付けることは17世紀初頭では異例であり、フェリーチェ・アネーリオ、アントニオ・ブルネッティ、エルコーレ・ポルタ、オラーツィオ・タルディーティらの例に留まる。
《フィオーリ・ムジカーリ》以前には、フレスコバルディは教会音楽を滅多に手懸けなかった。1627年の《トッカータ集 第2巻》の例が1度あったきりである。フレスコバルディによる他の鍵盤楽曲はみな、むしろ世俗曲のさまざまな楽種（カンツォーナ・カプリッチョ・トッカータ・変奏曲）に集中している。16世紀の作曲家は教会音楽に取り組んだが、当時使われた楽式は、17世紀の音楽からはひどく懸け離れたものだった。オルガン・ミサ曲はいまだ揺籃期にあり、作曲家は滅多にそのような音楽を公表しなかった。17世紀初期のイタリア音楽の例で言うと、アドリアーノ・バンキエリの1622年版の《オルガン小品集 L'organo suonarino》（1曲）、ベルナルディーノ・ボッタッツィの1614年の《合唱とオルガン Choro et organo》（3曲と多彩なバーセット）があり、フランスでは、ジャン・ティトゥルーズが1624年と1626年に宗教曲集を出版している（ただし特徴的なフランス・オルガン・ミサ曲はかなり後まで登場しなかった）。しかしながらフレスコバルディの後では、いくつかの曲集が登場している。ジョヴァンニ・サルヴァトーレの《リチェルカーレ集》（1641年）、アントニオ・クローチの《音楽の果実 Frutti musicali》（1642年）、ジョヴァンニ・バッティスタ・ファゾーロの《音楽年鑑 Annuale》（1645年）である。以上3作は、フレスコバルディの前例に同じく3つのオルガン・ミサ曲を含んでいる。

## 構成
《フィオーリ・ムジカーリ》は3つのミサ曲を含んでいる。主日のミサ（Missa della Domenica）、使徒のミサ（Missa degli Apostoli）、聖母のミサ（Missa della Madonna）、の3つである。それぞれのミサ曲は、礼拝前・礼拝中の重要な瞬間で演奏すべき多数の楽曲や、ミサ固有文の第1部「キリエ」唱へのさまざまな曲付けを含んでいる。フレスコバルディは、ミサの昇階唱の部分に対してはカンツォン（使徒書簡の後のカンツォン Canzon dopo l'epistola）を、奉献唱に対してはリチェルカーレ（クレドの後のレチェルカール Recercar dopo il Credo）を提供している。《フィオーリ・ムジカーリ》の作品全体の構成は以下の通りである。
| ミサの部分                     | 主日のミサ                                                       | 使徒のミサ | 聖母のミサ |
| ------------------------------ | ---------------------------------------------------------------- | --- | --- |
| avanti la Messa （ミサの前に） | トッカータ                                                       | トッカータ | トッカータ |
| キリエ、クリステ               | 12曲のバーセット                                                 | 8曲のバーセット | 6曲のバーセット |
| dopo l'epistola （昇階唱）     | カンツォン                                                       | カンツォン | カンツォン |
| dopo il Credo （奉献唱）       | レチェルカール                                                   | トッカータと「クレドの後の半音階的レチェルカール (Recercar Chromaticho post il Credo)」、もう一つのレチェルカール (Altro recercar) | レチェルカール、トッカータと「演奏せずに詠唱するための第5声部のオブリガートをともなうレチェルカール (Recercar con obligo di cantare)」 |
| per l'Elevazione （聖体奉挙）  | 聖体奉挙のためのトッカータ (Toccata cromaticha per le Levatione) | トッカータ、明瞭なバスのオブリガートをともなうレチェルカール (Recercar con obligo del Basso come apare)                            | トッカータ |
| post il Communio （聖体拝領）  | カンツォン                                                       | 第4旋法のカンツォン (Canzon quarti toni)                                                                                           | |

ミサ曲集の後に、世俗の歌（「ベルガマスカ」と「ジロルメータ」）を定旋律とする2つの奇想曲が続く。どちらも典礼とのつながりは不明であり、そのため《フィオーリ・ムジカーリ》における2曲の役割も判然としない。
フレスコバルディの「キリエ」と「クリステ」のバーセットは、グレゴリオ聖歌の旋律を素材としている。3つのミサ曲の旋律は、それぞれ《ミサ曲第11番「憐みたまえ、世界の創造者」》、《ミサ曲第4番「創造者なる全能の神よ」》、《ミサ曲第9番「よろこびの時」》から採られている。聖歌の旋律は、さまざまな対旋律を伴いながら同一の声部を長い音価で進んでいくか、または別々の声部に振り分けられていくかである。《フィオーリ・ムジカーリ》のトッカータは、いくつもの対照的な楽節からなるフレスコバルディのいつものトッカータ様式とははっきり異なっている。「ミサの前のトッカータ」や「レチェルカールの前のトッカータ」といった作品群は序奏的な小品であり、昇階唱のトッカータは、『グローヴ音楽オンライン』に「情熱的な神秘体験の持続的な雰囲気」と註解されているように、長い楽曲である。

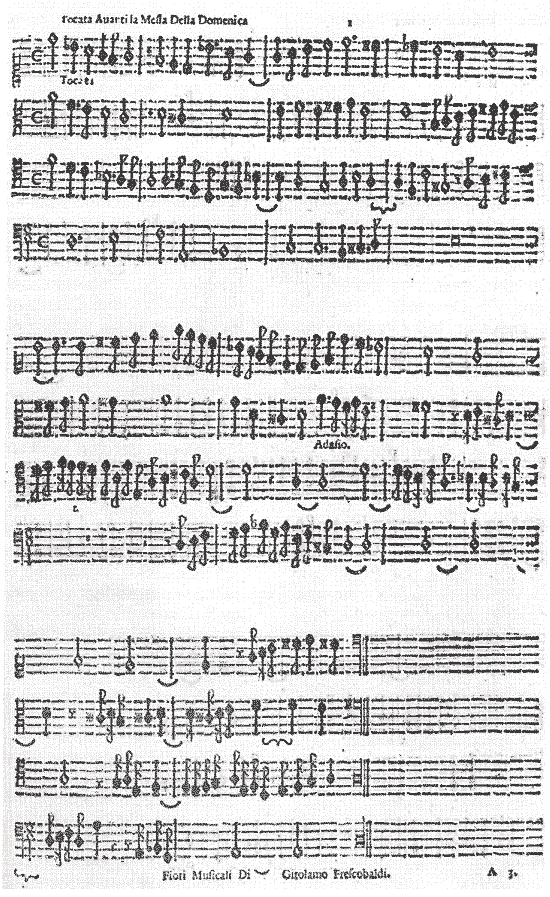
《フィオーリ・ムジカーリ》第1曲『主日のミサの前のトッカータ』のファクシミリ

リチェルカーレには、曲集中でも最も手の込んだ楽曲が含まれている。使徒のミサの「もう一つのレチェルカール」は3つの主題を持っており、それぞれの主題は別々の楽節に登場するが、曲の終結部分で結合される。曲集中最後のリチェルカーレである「詠唱するためのオブリガートをともなうレチェルカール」も同様だが、2主題で構成されている。このリチェルカーレは演奏者に対する指示ゆえに名高い。作曲者は短い旋律を、曲中の最重要箇所で歌うべき第5の声部として提示するが、それらの箇所がどこであるのか演奏者が気付かなければならないのである。フレスコバルディは譜面に、「私のことが分かるなら私の意図を分かるがよい "Intendami chi puo che m'intend' io".」と註記している。リチェルカーレはほかに3つある。そのうち「使徒のミサ」の「半音階的レチェルカール」と「聖母のミサ」の最初のレチェルカールは、変奏曲のリチェルカーレである。つまり、単独の主題が別々の楽節で、異なった対旋律に伴われて現れるのである。最後に、「明瞭なバスのオブリガートを伴うレチェルカール」は単独主題で構築されるが、当時としてはかなり稀なことに、転調の幅ゆえに特に重要である。主題は常に移調して現れる。まず五度圏に従ってハ調からホ調に転調し、ハ調に戻る（イ調は省略されている）。次いで五度圏によって変ホ調に転調し、最終的にハ調に戻る（変ロ調は省略）。
《フィオーリ・ムジカーリ》のカンツォンは、フレスコバルディの旧作の例にいくぶん似ているものの、気ままなトッカータ的要素はあまり表出されていない。すべて変奏曲的なカンツォンであり、つまるところ単独の主題がさまざまな対旋律によって処理される通作形式の楽曲である。最後のカンツォンは実際に2声で開始する。
フレスコバルディの「ベルガマスカ」は曲集中の山場の一つである。7つの楽節が4つの主題を彫琢していくが、すべて原曲の民謡による主題と基礎からの派生である。譜面に作曲者は「このベルガマスカを演奏する者は少なからず学ぶであろう "Chi questa Bergamasca sonerà non pocho imparerà"」と註記している。「ジロルメータによるカプリッチョ Capriccio sopra la Girolmeta」も通作形式である。フレスコバルディはここでは民謡から2主題を取り出している。

## 影響
《フィオーリ・ムジカーリ》は、西洋音楽史において最も影響力の高い曲集の一つである。その内容はイタリア人作曲家による宗教的なオルガン曲集を触発し、ゼバスティアン・アントン・シェラーの1664年に出版された《音楽作品 第2巻 Operum musicorum secundum》作品2は、内容だけでなく配列においても《フィオーリ・ムジカーリ》の影響を受けている。やはり1664年に、ベルナルド・ストラーチェは、フレスコバルディの「演奏用でなく詠唱用の第5声部のオブリガートをともなうレチェルカール」の主題によって三重フーガを作曲している。フレスコバルディの世俗音楽から宗教音楽への転向は、ヨハン・カスパール・ケルルの『オルガンの抑揚 Modulatio organica'』（1683年）における同様の転向にも反映されている。最も重要なのは、フレスコバルディのこの曲集はヘンリー・パーセルやヨハン・ゼバスティアン・バッハにも研究されていたことである。（バッハは自分自身で用いるために本作品をすべて筆写していた。）
バッハの支持者や崇拝者、たとえばカール・フィリップ・エマヌエル・バッハやヨハン・フィリップ・キルンベルガー、ヨハン・ニコラウス・フォルケルは、みな本作品を知っていて高く評価していた。ヤン・ディスマス・ゼレンカは《フィオーリ・ムジカーリ》をオーケストラ用に編曲している。アントニーン・レイハは、実験作《36のフーガ》（1803年）の中で《フィオーリ・ムジカーリ》の主題に基づくフーガを公表している。
おそらく最も重要なことに、《フィオーリ・ムジカーリ》の収録曲は、ヨハン・ヨーゼフ・フックスによって、極めて影響力の高い理論書『グラドゥス・アド・パルナッスム』の中で厳格対位法様式の模範として採用された。フックスは明らかにパレストリーナに最高の評価を与えていたが、それにもかかわらず、フックス自身の無伴奏作品は、よりフレスコバルディの器楽曲に影響されている。

### 註
1. 1 2  Hammond & Silbiger 2001.
2. ↑  Apel 1972, p. 477.
3. ↑  Apel 1972, p. 480.
4. ↑  Apel 1972, pp. 479–480.
5. ↑  Apel 1972, p. 763.
6. ↑  Paul Badura-Skoda. "Interpreting Bach at the Keyboard", p. 259. Translated by Alfred Clayton. Oxford University Press, 1995, 592 p. ISBN 0-19-816576-5.
7. ↑  Butt, John, ed. The Cambridge Companion to Bach. Cambridge Companions to Music. Cambridge University Press, p. 139., 1997, 342 p. ISBN 0-521-58780-8